# Casa Air Service
Casa Air Service es una aerolínea marroquí. En 1995 comenzó a ofrecer vuelos de transporte privado.
Su base principal de operaciones es el Aeropuerto Internacional Mohammed V, Casablanca.

## Destinos
- Argelia
  - In Salah - (Aeropuerto de In Salah)
  - Orán - (Aeropuerto de Oran)
  - Tamanrasset - (Aeropuerto Aguenar – Hadj Bey Akhamok)

- Marruecos
  - Alhucemas - (Aeropuerto Cherif Al Idrissi)
  - Agadir - (Aeropuerto de Agadir)
  - Agadir (Taroudant)- (Aeropuerto Internacional Al Kasbah)
  - Casablanca - (Aeropuerto Internacional Mohammed V) hub
  - Casablanca - (Aeropuerto Anfa)
  - Villa Cisneros - (Aeropuerto de Villa Cisneros)
  - Esauira - (Aeropuerto Mogador)
  - Errachidia - (Aeropuerto Moulay Ali Cherif)
  - Fez - (Aeropuerto de Fez-Saïss)
  - Guelmim - (Aeropuerto de Guelmim)
  - Ifrane - (Aeropuerto de Ifrane)
  - El Aaiún - (Aeropuerto Hassan)
  - Marrakech - (Aeropuerto de Marrakech-Menara)
  - Mequinez - (Aeropuerto de Mequinez)
  - Nador - (Aeropuerto Internacional de Nador)
  - Uarzazat - (Aeropuerto de Uarzazat)
  - Uchda - (Aeropuerto Angads)
  - Rabat - (Aeropuerto de Rabat-Sale) hub
  - Sidi Ifni - (Aeropuerto de Sidi Ifni)
  - Esmara - (Aeropuerto de Esmara)
  - Tánger - (Ibn Batouta International Airport) hub
  - Tarfaya - (Aeropuerto de Tarfaya)
  - Tan-Tan - (Aeropuerto de Tan Tan)
  - Tetuán - (Aeropuerto Sania Ramel)

- España
  - Almería (Aeropuerto de Almería)
  - Melilla (Aeropuerto de Melilla)

## Flota
- 1 Corvette 100 - (Aérospatiale Corvette)
- 1 Cessna 414
- 1 Cessna 182
- 2 Embraer 135
- 1 Fokker 70